# جاك فرانكلين
جاك فرانكلين (بالإنجليزية: Jack Franklin)‏ هو لاعب كرة قاعدة أمريكي، ولد في 20 أكتوبر 1919 في باريس في الولايات المتحدة، وتوفي في 15 نوفمبر 1991 في بنما سيتي في الولايات المتحدة.

## وصلات خارجية
- جاك فرانكلين على موقع دوري كرة القاعدة الرئيسي (الإنجليزية)
- جاك فرانكلين على موقعبيزبول رفرنس.كوم (الدوري الرئيسي) (الإنجليزية)
- جاك فرانكلين على موقعبيزبول رفرنس.كوم (الدوري الثانوي) (الإنجليزية)